# Вращение и приливные деформации Земли
Вращение и приливные деформации Земли (укр. Обертання і припливні деформації Землі) — колишній неперіодичний збірник наукових статей з проблем дослідження динаміки Землі, який видавався Полтавською гравіметричною обсерваторією.
Згідно з Енциклопедією сучасної України, збірник видавався в 1970–1983 роках, і всього було видано 15 випусків. Однак в деяких джерелах зустрічаються посилання на 16 випуск збірника, виданий 1984 року.
У збірнику розглядались питання теорії обертання Землі, припливів, зміни сили тяжіння, представлялись результати гравіметричних та астрономічних спостережень.

## Список випусків
- Випуск 1, 1970, 386 с.
- Випуск 2, 1970, 156 с.
- Випуск 3, 1971, 155 с.
- Випуск 4, 1972
- Випуск 5, 1973, 118 с.
- Випуск 6, 1974
- Випуск 7, 1975, 88 с.
- Випуск 8, 1975
- Випуск 9, 1977
- Випуск 10, 1978
- Випуск 11, 1979
- Випуск 12, 1980
- Випуск 13, 1981, 104 с.
- Випуск 14, 1982, 111 с.
- Випуск 15, 1983, 100 с.
- Випуск 16, 1984, 88 с.